# Кандела, Юлий Георгий
Юлий Георгий Кандела (3.12.1889, Мосул, Ирак — 15.04.1980, Мосул, Ирак) — архиепископ Мосула Сирийской католической церкви с 20 февраля 1952 года по 23 августа 1959 года.

## Биография
Юлий Георгий Кандела родился в 3 декабря 1889 года в городе Мосул, Ирак. 15 июня 1913 года был рукоположён в священника.
26 апреля 1951 года Римский папа Пий XII назначил Юлия Георгия Канделу вспомогательным епископом архиепархии Мосула и титулярным епископом епархии Цефы. 15 августа 1951 года Юлий Георгий Кандела был рукоположён в епископа.
20 февраля 1952 года Святейший Синод Сирийской католической церкви выбрал Юлия Георгия Канделу архиепископом Мосула. 12 мая 1952 года Римский папа Пий XII утвердил решение Синода Сирийской католической церкви. 23 августа 1952 года Юлий Георгий Кандела был введён в должность.
23 августа 1959 года вышел на пенсию и был назначен титулярным архиепископом архиепархии Селевкии Пиерии.
В 1962 - 1965 гг. участвовал в I, II и III сессиях II Ватиканского собора.
Умер 15 апреля 1980 года.